# Sütőpor
A sütőpor a sült tészták térfogatnövelésére szolgáló anyag.

## Összetétele
A nátrium-hidrogén-karbonát elterjedése előtt az ammónium-bikarbonátot sütőporként is alkalmazták.
Jellegzetes összetétele: 
- 30% nátrium-hidrogén-karbonát (szódabikarbóna), amely savas anyag hatására lebomolva szén-dioxidot bocsát ki;
- 5-12% monokalcium-foszfát, és
- 21-26% nátrium-alumínium-szulfát.

Sütéskor a széndioxid-felszabadulás sebességét különböző savhordozók hozzáadásával szabályozzák: 
- foszforsav savanyú sója (Ca(H2PO4)2),
- difoszfátok (E450).
- nátrium-alumínium-foszfát (E541).
- borkő, vagyis monokálium-tartarát bio sütőporban, mert a borkészítés természetes mellékterméke.
- fumársav (képlete: HO2CCH=CHCO2H).
- alumínium-ammónium-szulfát (E523) ipari sütésnél.

Emellett még keményítőport is kevernek hozzá.
Nem összetévesztendő a szalalkálival, ami tisztán csak ammónium-hidrogén-karbonátot tartalmaz, ami a sütés során szén-dioxidra, vízre és ammóniára bomlik.

## Története

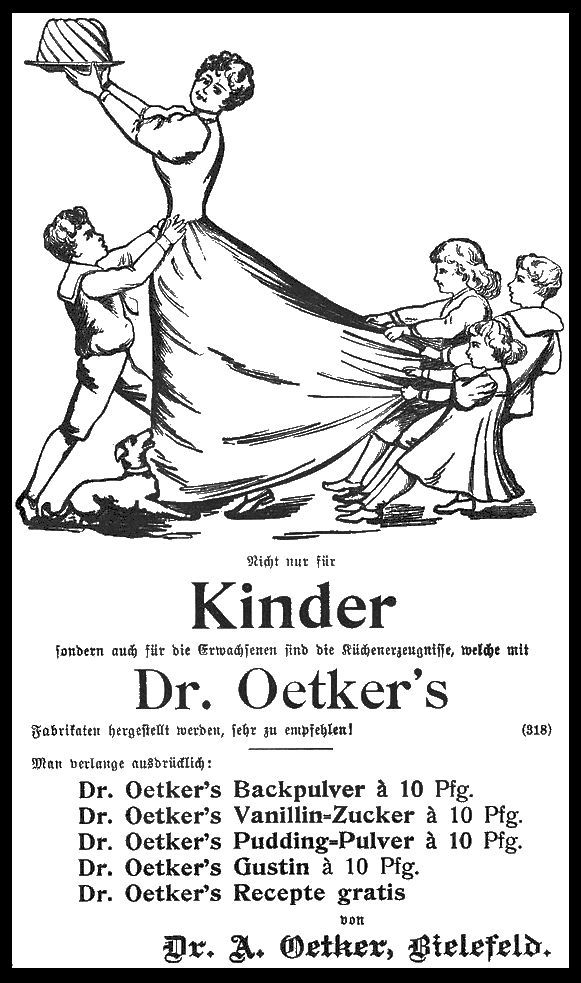
A Dr. Oetker sütőpor 1903-as reklámja Németországban

1846-ban két New York-i pék, John Dwight és Austin Church dolgozták ki a sütéshez alkalmas térfogatnövelő receptjét, és annak használatát. Mindketten saját céget alapítottak, amelyek később egyesültek Church & Dwight néven, és az „Arm & Hammer” márkanevük alatt forgalmazták.
A sütőport a német kémikus Justus von Liebig is igyekezett elterjeszteni: a nagyüzemi gyártókat célozta meg, míg Oetker a háztartásoknak kínálta termékét.
Így Európában a Dr. Oetker cég kezdte el forgalmazni a terméket, 1903. szeptember 21-én Dr. August Oetker gyógyszerész jelentette be a szabadalmi jogot az általa kikevert sütőporra, vagy ahogyan ő nevezte a „sütésre kész lisztre”. A sütőpor eladására épült vállalkozás sütőporos receptekkel reklámozta magát, ami hatásos volt, hisz 1906-ban már több mint 50 millió tasak sütőport adtak el. 
Magyarországon elsőként Váncza József magánvállalkozó kezdte gyártani, keverékét 1925. március 13-án vettette lajstromba „Váncza sütő-krémpor” néven. Egy 1948. május 4-én kelt minisztériumi rendelet alapján a hivatal arról tájékoztatta a cégtulajdonost, hogy termékeit „Váncza József Sütőporüzem” megjelöléssel forgalmazhatja. Ezután az üzem néhány évig Sütőpor Gyár néven állami vállalatként működött.